# Ulrich Schikowski

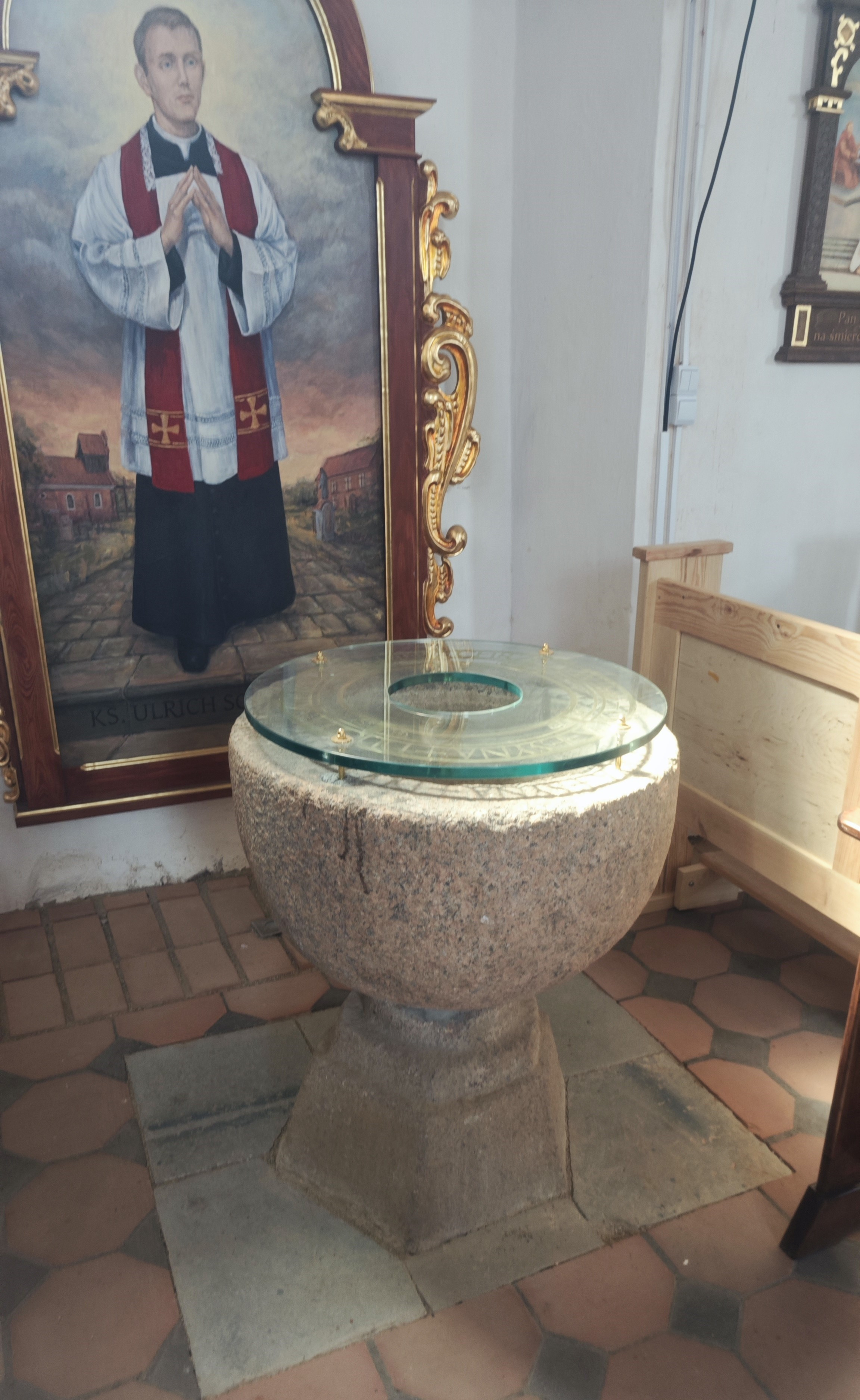
Gemälde mit dem Bild von Ulrich Schikowski, Kirche in Tiedmannsdorf

Ulrich Schikowski (* 4. August 1907 in Bischofsburg; † 27. Januar 1945 in Chruściel/Tiedmannsdorf, Płoskinia) war ein deutscher römisch-katholischer Geistlicher und Märtyrer.

## Leben
Ulrich Schikowski besuchte die Missionsschule der Dehonianer in Sittard und machte Abitur in Neustadt an der Weinstraße. Nach einem Semester Medizinstudium in Wien studierte er Theologie am Lyceum Hosianum in Braunsberg, sowie in Bonn, und wurde am 28. Februar 1932 in Frauenburg zum Priester geweiht.
Nach einer Zeit als Kaplan in Altmark ging er 1936 für zwei Jahre an die Päpstliche Universität Heiliger Thomas von Aquin in Rom und wurde 1939 mit einer Dissertation über Dominicus de Flandria (1425–1479) promoviert. Ende 1938 wurde er Kurat in Schlossberg/Pillkallen und half in Königsberg (Preußen) aus. 1942 wurde er Pfarrer in Chruściel/Tiedmannsdorf (Płoskinia). Nach der Besetzung des Dorfes durch die Rote Armee Ende Januar 1945 wurde er von Rotarmisten durch einen Nackenschuss getötet. Er war 37 Jahre alt.

## Werke
- Dominicus de Flandria O. P. (†1479) Sein Leben. Seine Schriften. Seine Bedeutung. In: Archivum Fratrum Praedicatorum 10, 1940, S. 169–221.

## Gedenken
Die Römisch-katholische Kirche in Deutschland hat Ulrich Schikowski als Märtyrer aus der Zeit des Nationalsozialismus in das deutsche Martyrologium des 20. Jahrhunderts aufgenommen.